# TMT
TMT (Trochę Młodsza Telewizja, krótko w 2008 roku przed zakończeniem nadawania Lato 2008) – polskojęzyczna stacja telewizyjna, nadająca od 23 czerwca do 30 września 2008 roku, zastępując telewizję TMT, która nadawała program od 23 maja 1998 do 22 czerwca 2008 roku poprzez satelitę Amos 1, emitująca sygnał w technice przekazu cyfrowego. Stacja dostępna była także w sieciach kablowych; to głównie za ich pośrednictwem docierała do odbiorców. Ogółem możliwość odbioru sygnału stacji miało w Polsce ok. 12 mln osób.

## Historia
TMT ruszyła 23 maja 1998 roku, przez cztery pierwsze lata nadawania, kanał wchodził w skład Cyfry+ i był nadawany na satelicie Hot Bird. W 2002 roku ze względu na różnice pomiędzy nadawcą kanału a Cyfrą+, kanał musiał opuścić pozycję 13°E i został przeniesiony na satelitę Amos 1.. Program stacji nastawiony był głównie na rozrywkę, emitowane były zagraniczne filmy i seriale, polskie kreskówki oraz produkcje własne. Nieco miejsca poświęcone było muzyce.

## Programy

### Filmy animowane
- Dziwne przygody Koziołka Matołka
- Podróże w czasie
- Pomysłowy Dobromir
- Kochajmy straszydła
- Dwa koty i pies
- Mieszkaniec zegara z kurantem
- Proszę słonia
- Pomysłowy wnuczek
- Wędrówki Pyzy
- Piesek w kratkę
- Na tropie

### Magazyny
- Przebojowe lato – magazyn muzyczny
- Motokibic.tv – magazyn motoryzacyjny
- Gwiazdy na lato – magazyn muzyczny
- Mocna jazda – magazyn motoryzacyjny
- Świat fitnessu – magazyn zdrowi i urody
- W rytmie lata – magazyn muzyczny
- Sport – magazyn sportowy
- Pory roku – magazyn hobbystyczny
- Gliny – magazyn prewencyjny
- Muzyczny Salon – magazyn muzyczny
- Noc z TMT – program rozrywkowy
- Lato z TMT – program rozrywkowy
- Zima z TMT – program rozrywkowy
- Rapa – magazyn wędkarski
- Kwadrans dla zdrowia i urody – magazyn urody
- Studio TMT – magazyn kulturalny